# Imbrasia fasciata
Imbrasia fasciata är en fjärilsart som beskrevs av M.Gaede 1927. Imbrasia fasciata ingår i släktet Imbrasia och familjen påfågelsspinnare. Inga underarter finns listade i Catalogue of Life.